# 昂热大学
昂热大学（法語：Université d'Angers）是法国昂热的一个公立综合性大学，分为昂热、绍莱和索米尔三个校区。

## 历史
昂热大学最早成立于1337年，后于1793年解散，1971年又重新成立。现在昂热是法国唯一同时拥有一所公立大学和一所私立大学的城市。

## 学院设置
- 语言文学及社会科学学院 Faculté des lettres, langues et sciences humaines
- 法律经济管理学院 Faculté de droit, d'économie et de gestion,
- 科学学院 Faculté des sciences,
- 医学院 Faculté de santé,
- 旅游文化学院 ESTHUA
- 大学科技学院 IUT d'Angers-Cholet
- 昂热科技工程师学院 ISTIA[2]

## 校园
昂热大学在昂热有三个校区，分别是：Belle-Beille 校区、中心校区和医学校区。
在索米尔的校区学校提供文化旅游方面的课程，大约有学生400人。
绍策校区则主要设置本科课程，也包括一个大学技术学院。

## 教学与研究
昂热大学设置的不同专业学位：
- 402种专业
- 18种本科专业
- 6种大学技术文凭
- 25种硕士研究生专业
- 50种职业学士专业
- 8所博士生院[3]